# Macklum
Macklum is een historisch merk van motorfietsen.
F. MacCallum, Guildhall Buildings, Birmingham (1920-1922). 
Engels merk dat scooter-achtige motorfietsen (de Macklum motorette) met 2½ pk Peco-tweetaktmotor bouwde. Volgens andere bronnen zou het om een 292 cc Union-motor gaan.